# NGC 2130
NGC 2130 ist ein offener Sternhaufen im Sternbild Dorado in der Großen Magellanschen Wolke.
Das Objekt wurde am 2. November 1834 von John Herschel entdeckt.